# 汤加丽人体艺术写真
《汤加丽人体艺术写真》是人民美术出版社于2002年9月出版的一本人体艺术摄影集。摄影师和艺术设计由被誉为“写真王子”的张旭龙负责。模特由女演员、舞蹈家汤加丽担任。

## 创作历史
模特汤加丽和摄影师张旭龙于2001年2月第一次见面。据张旭龙回忆称当时汤加丽表达了对张旭龙作品的欣赏从而促成了双方的合作。同年3月张旭龙为汤加丽进行试拍，并于汤加丽夫妇详谈拍摄细节。汤加丽夫妇称拍摄是为了自己保存，并且同意张旭龙可以将照片发表于专业书刊。3月底双方签订了拍摄协议，拍摄工作于一周后开始，于2002年8月27日结束，历时1年零5个月。张旭龙称其为“最漫长和最艰难的一次人体拍摄。”

## 出版及后续
2002年7月，张旭龙为汤加丽出具了一份授权书，允许汤加丽使用拍摄的照片为她个人写真集的出版、发行及展览。7月15日汤加丽与人民美术出版社签订了出版摄影集的合同。同年9月，《汤加丽人体艺术写真》由人民美术出版社正式出版。
出版后，汤加丽作为“中国第一署名人体艺术模特”获得了很高的关注度，但也受到了很多争议与压力，也引发了社会对她的作品属于艺术还是色情的讨论。并且汤加丽因此失去了在东方歌舞团的工作，工作潜力也受到限制。汤加丽称在出版写真集后，遭到父亲的反对，父女关系受到影响。

## 评价
中国艺术研究院研究员陈醉赞扬汤加丽是“属于不可多得的模特，很了不起”，并称汤加丽的人体艺术写真是中国人体艺术发展的突破。有评论认为其代表了本土文化的解放和全球化视角下的社会变革，对整个中国文化来说，是一大进步。摄影师张旭龙称自己“从来没有后悔过为汤加丽拍摄这些照片。”也有观点认为汤加丽让更多的人加入人体艺术的行业，并且影响了后来的一些裸体摄影模特。
《汤加丽人体艺术写真》的豆瓣评分为7.3分。

## 争议

### 新浪“马赛克”争议
在汤加丽出版人体艺术写真后，新浪在报道时将汤加丽的胸部和阴部用馬賽克遮挡。张旭龙认为这是新浪诱导公众认知，让公众认为此为“这些图片有不宜公开的内容“，是一种对人体艺术的侮辱，并且对新浪提出诉讼。新浪随后将涉及的报道撤回。

### 汤加丽“被迫”争议
汤加丽在接受媒体采访时表示自己是“从拍摄到出书都是被迫的。” 汤加丽称自己是被“某台湾网站”联系作为内衣写真模特，并在首批照片拍摄完成后被“网站”动员拍摄人体艺术。汤加丽称自己最初是拒绝的，但是随后因为合作方态度认真和艺术创意，以及自己希望“青春不留白”，故答应拍摄，并与“网站”签署了合约并同意其使用拍摄的作品进行发表。汤加丽称自己误以为“也就是一两本专业杂志发表一两张照片而已”。汤加丽称“网站”于2002年初告知汤加丽有计划大量使用汤加丽的照片出版写真集，汤加丽称自己对“网站”此举“非常气愤”，但是因为对方有合约无法阻止。汤加丽称有人建议她抢先于网站出版写真集，并且她可以“有照片的选择权”并“决定作品的格调和质量”，故将照片交给人民美术出版社先于网站出版。汤加丽称摄影集中她的动作“90％都是自己设计的”。
摄影师张旭龙对汤加丽的言论表达不满。他称汤加丽的协议只与他一人签订，并未与“网站”签订任何协议。并且认为汤加丽的“被迫说”是针对他本人，并称汤加丽的言论“让人寒心”且“是对一个人体艺术摄影师最大的侮辱”。张旭龙表示创意全部是由他一人主导，汤加丽几乎不参与艺术创作，驳斥了汤加丽声称的“90都是她设计的”。张旭龙对摄影的著作权也在后续的张旭龙于汤加丽的法律纠纷中被北京市朝阳区人民法院支持。

### 法律争议
人民美术出版社出版此书时，作品标注的作者为“汤加丽 著”。张旭龙的名字和介绍在封面内侧折页标明。张旭龙随后对人民美术出版社提出了诉讼，认为“汤加丽 著”侵犯了张旭龙的著作权。法院认为人民美术出版社侵犯了张旭龙的著作权，要求出版社道歉并停止出版和销毁带有“汤加丽 著”的书。张旭龙随后向汤加丽发起诉讼称其擅自修改了39幅进行了修改，破坏了作品的完整性。法院支持张旭龙的观点并判汤加丽为张旭龙公开道歉。